# Гайтанево
 Тази статия е за селото в Елинпелинско.  За селото в Пиринска Македония вижте Гайтаниново.  
Гайтанево е село в Западна България. То се намира в Община Горна Малина, Софийска област. Селото има борова гора. Намира се зад село Огняново.

## География
Село Гайтанево (област София) се намира в Югозападен регион на България и е част от община Горна Малина. Намира се на 35.591 km от София.

## История
По време на Балканската война в 1912 година един човек от Гайтанево се включва като доброволец в Македоно-одринското опълчение.

## Културни и природни забележителности
В селото има читалище НЧ „Паисий Хилендарски -1927“.

## Редовни събития
- Всяка година има събор заради празника на Свети Дух.

## Личности
- Проф. д-р инж. Иван Димитров Илиев, български топлотехник (р. 1939)
- Проф. Георги Георгиев, български археолог (1917-1988)
- Орлин Павлов - Български певец